# Ghezel Gheszlagh
Ghezel Gheszlagh – wieś w Iranie, w ostanie Azerbejdżan Zachodni, w szahrestanie Takab. W 2006 roku liczyła 76 mieszkańców.